# Duba (województwo warmińsko-mazurskie)
Duba (niem. Leisnerberg) – wieś w Polsce położona w województwie warmińsko-mazurskim, w powiecie iławskim, w gminie Zalewo.
W latach 1975–1998 miejscowość administracyjnie należała do województwa olsztyńskiego.
Wieś wzmiankowana w dokumentach z roku 1714, jako wieś szlachecka (należała do Karnit). W roku 1782 we wsi odnotowano 3 domy (dymy), natomiast w 1858 w dwóch gospodarstwach domowych było 14 mieszkańców. W latach 1937–39 było 57 mieszkańców. W roku 1973 jako wieś Duba należała do powiatu morąskiego, gmina Zalewo, poczta Boreczno.
Dawna nazwa Leisnerberg pochodzi od imienia Luizy, córki właściciela Boreczna z przełomu XVII i XVIII w. – Johannesa von Schőnaicha. Luiza w testamencie z 1714 roku otrzymała Dubę, natomiast jej bracia: Boreczno, Dębinkę, Hutę Wielką i Małą. Miejscowość ma charakter wsi letniskowej z przewagą domków jednorodzinnych. We wsi zachowały się nieliczne domostwa poniemieckie z czerwonej cegły. 
Zabytki:
- Grodzisko średniowieczne - numer rejestru 109 z 1989-10-18; C-140 (stanowisko 1)